# Alestes ansorgii
Alestes ansorgii – gatunek słodkowodnej ryby kąsaczokształtnej z rodziny alestesowatych (Alestidae). Endemit Angoli. W czerwonej księdze IUCN klasyfikowany jako gatunek najmniejszej troski (LC – Least Concern).

## Systematyka i taksonomia

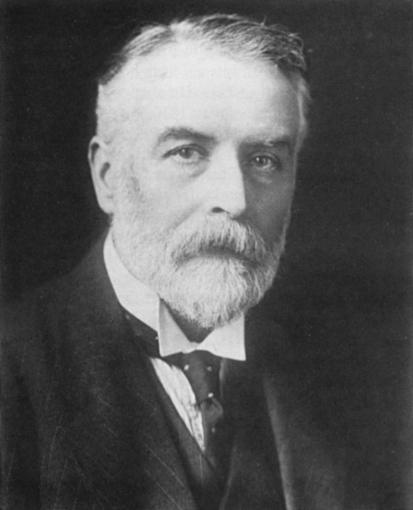
George Albert Boulenger – twórca pierwszego opisu zgodnego z zasadami nazewnictwa binominalnego

Alestes ansorgii została po raz pierwszy opisana zgodnie z zasadami nazewnictwa binominalnego w 1910. Opisu dokonał brytyjski zoolog belgijskiego pochodzenia George Albert Boulenger (1858–1937) w artykule poświęconym kolekcji ryb Williama Johna Ansorge’a (1850–1913; od jego nazwiska pochodzi epitet gatunkowy) zebranych z rzeki Kwanza i jej dopływów, w tym z Lucali, oraz z rzeki Bengo w Angoli, opublikowanym w czasopiśmie The Annals and Magazine of Natural History. Syntypy znajdują się w Muzeum Historii Naturalnej w Londynie (BMNH 1910.11.28.60-62, BMNH 1910.11.28.63-64, BMNH 1910.11.28.65-70), w Akademii Nauk Przyrodniczych przy Uniwersytecie Drexela w Filadelfii (ang. Academy of Natural Sciences of Drexel University; ANSP 37964) oraz w Muzeum Historii Naturalnej w Berlinie (ZMB 18206). Jako miejsce typowe Boulenger wskazał kilka lokalizacji – Kwanzę w miejscowościach Cunga i Dondo, oraz Lucalę w Lucali.
W 1986 roku Didier Paugy zaproponował, aby Alestes ansorgii włączyć jako synonim do A. macrophthalmus.

## Występowanie i biologia
Niewiele wiadomo na temat jej biologii i preferowanych siedlisk. Jest rybą słodkowodną, bentopelagiczną. Występuje endemicznie w Angoli. Dotychczas była potwierdzona jedynie z dorzecza Kwanzy (w Kwanzie i jej dopływie – Lucali; stan na listopad 2024). Przypuszcza się, że jej zasięg jest większy, niezbędne są jednak dalsze badania nad jej rozmieszczeniem.  W podziale na regiony rybołówstwa FAO (ang. FAO Major Fishing Areas) gatunek notowany jedynie w rejonie wód śródlądowych Afryki (numer regionu 1).

## Morfologia
Charakterystyka na podstawie opisu syntypów: maksymalnie 27,0 cm długości całkowitej (TL), ciało od 3,75 do 4,5 razy dłuższe niż głębokie i od 4,25 do 5 razy dłuższe niż głowa. Sama głowa z kolei dłuższa niż szeroka (×1,75–2,25) i dłuższa niż głęboka (×1,2–1,25). Pysk jest krótszy lub tak długi jak średnica bocznie położonego oka, której długość stanowi od 1:2,5 (u młodych osobników) do 1:3,5 długości głowy; występuje dobrze rozwinięta powieka tłuszczowa.

## Ochrona
W czerwonej księdze Międzynarodowej Unii Ochrony Przyrody klasyfikowana jako gatunek najmniejszej troski (LC – Least Concern), na podstawie oceny z 2007 roku. Brak informacji na temat istotnych zagrożeń. Wielkość populacji ani jej trend nie są znane.